# Bratwurst und Baklava
Bratwurst und Baklava ist ein deutsches Unterhaltungsformat, das von den Comedians Özcan Coşar und Bastian Bielendorfer präsentiert wird. Es begann als wöchentlicher Podcast, welcher von 2019 bis Oktober 2022 auf 1 Live veröffentlicht wurde. Seit November 2022 ist der Podcast bei RTL+ beheimatet. Zusätzlich wird seit März 2024 eine Late-Night-Show gleichen Namens auf ProSieben ausgestrahlt.

## Konzept
Das Format basiert auf der Freundschaft der beiden Hosts und der Erkundung ihrer unterschiedlichen kulturellen Hintergründe. Der aus dem Ruhrgebiet stammende Bastian Bielendorfer und Özcan Coşar, ein türkischstämmiger Komiker mit schwäbischen Wurzeln, bringen ihre verschiedenen Perspektiven und Lebenserfahrungen in humorvolle Gespräche ein. Dabei stehen ihre Lebenswege, kulturellen Unterschiede und persönlichen Erlebnisse im Mittelpunkt, von Alltagsgeschichten bis zu gesellschaftlichen Ereignissen, stets mit einem Augenzwinkern und einer Portion Selbstironie.

## Podcast
Der Podcast Bratwurst und Baklava startete am 1. Oktober 2019 auf 1 Live. In der Zeit entstand auch das Format Bratwurst und Baklava International mit insgesamt 24 Folgen. Die letzte Folge für diesen Sender wurde am 26. Oktober 2022 veröffentlicht. Bis dahin entstanden 173 Folgen im wöchentlichen Rhythmus. Seit dem 16. November 2022 wird das Format ebenfalls wöchentlich auf RTL+ fortgesetzt.

## TV-Show
Die positive Resonanz und steigende Popularität führten schließlich zur Entwicklung einer Late-Night-Show unter dem Titel Bratwurst & Baklava – Die Show, die in den Brainpool-Studios in Köln-Mülheim produziert und seit dem 20. März 2024 auf ProSieben und Joyn ausgestrahlt wird. Die Sendung läuft ebenfalls als wöchentliches Format, in der 1. und 2. Staffel mittwochs, seit der 3. Staffel dienstags im Abendprogramm. Teil der Sendung ist Bratwurst & Baklava – Das Quiz, welches in unregelmäßigen Abständen von Sandra Sprünken, der Redakteurin von Bratwurst und Baklava, oder den Gästen moderiert wird.

### Staffel 1
| Folge | Datum          | Gäste           | Einzelnachweis |
| ----- | -------------- | --------------- | -------------- |
| 1     | 20. März 2024  | Evelyn Burdecki | [ 8 ]          |
| 2     | 27. März 2024  | Horst Lichter   | [ 9 ]          |
| 3     | 3. April 2024  | Elton           | [ 10 ]         |
| 4     | 10. April 2024 | Torsten Sträter | [ 11 ]         |

### Staffel 2
| Folge | Datum         | Gäste                             |
| ----- | ------------- | --------------------------------- |
| 1     | 4. Sep. 2024  | Steven Gätjen                     |
| 2     | 11. Sep. 2024 | Simon Gosejohann, Sandra Sprünken |
| 3     | 18. Sep. 2024 | Edin Hasanović                    |
| 4     | 25. Sep. 2024 | Guido Maria Kretschmer            |
| 5     | 2. Okt. 2024  | Chris Tall                        |

### Staffel 3
| Folge | Datum         | Gäste                         |
| ----- | ------------- | ----------------------------- |
| 1     | 22. Apr. 2025 | Ralf Schmitz, Sandra Sprünken |
| 2     | 29. Apr. 2025 | Linda Zervakis                |
| 3     | 6. Mai 2025   | Timon Krause, Sandra Sprünken |
| 4     | 13. Mai 2025  | Tony Bauer                    |
| 5     | 27. Mai 2025  | Panagiota Petridou            |